# 轴心国占领国家系列邮票

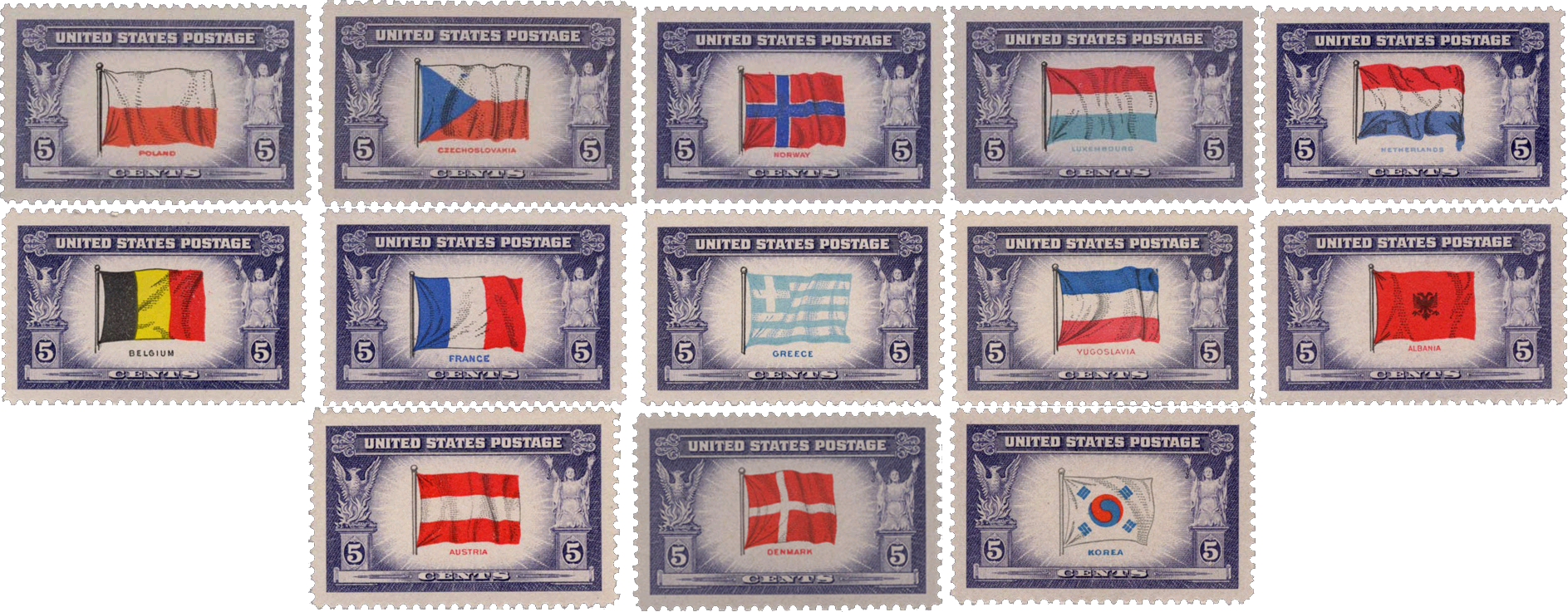
轴心国占领国家系列邮票

轴心国占领国家系列邮票是美国于1943-1944年发行的一套纪念邮票。这套纪念邮票共有13枚，用于纪念在第二次世界大战期间被轴心国占领的13个国家。每枚邮票的面值为5美分。
邮票票面包括被占领国家的彩色国旗，这些国家包括波兰，捷克斯洛伐克，挪威，卢森堡，荷兰，比利时，法国，希腊，南斯拉夫，阿尔巴尼亚，奥地利，丹麦和韩国。国旗下方为该国国名。国旗左方的图案是一只凤凰，寓意为重生。国旗右方的图案是一位女性，这位女性呈跪姿，双臂抬起，并带有已经断开的镣铐。
纪念欧洲国家的邮票发行于1943年6月至12月，而纪念韩国的邮票发行于1944年11月。
由于邮票的彩色印刷工序复杂，美国政府在华盛顿的雕版印刷局与一间在纽约的私人公司美国银行纸币公司订立了合同，完成了这套邮票的制作。